# 遙堪村
遙堪村（ようかんむら）は、島根県簸川郡にあった村。現在の出雲市大社町遙堪、大社町入南、大社町菱根、浜町にあたる。

## 地理
- 河川：高浜川[2]、繁之谷川[3]
- 山岳：天台ケ峰[4]、宇迦山[3]

## 歴史
- 1889年（明治22年）4月1日、町村制の施行により、神門郡遙堪村、入南村、菱根村、浜村が合併して村制施行し、遙堪村が発足[4][5]。
- 1896年（明治29年）4月1日、郡の統合により簸川郡に所属[5]。
- 1900年（明治33年）大字浜村を簸川郡高松村に編入[4]。
- 1916年（大正5年）電灯がつく[4]。
- 1946年（昭和21年）県下初の公民館を開設[4]。
- 1951年（昭和26年）4月1日、簸川郡大社町、荒木村、日御碕村、鵜鷺村と合併して大社町を新設し廃止された[4][5]。

## 産業
- 米、麦、養蚕[4]。